# HLA-A43

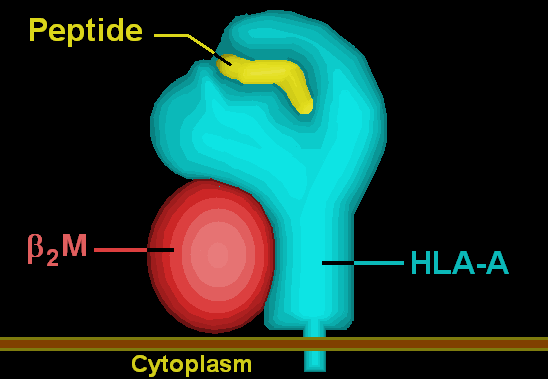

HLA-A43 هو نمط مصلي من مستضد الكريات البيضاء البشرية-أ.